# Иван Андреевич (князь псковский)
Иван Андреевич (умер после 1437) — князь Псковский в 1386—1399 годах. Сын Андрея Ольгердовича Полоцкого и неизвестной полоцкой княгини.

## Биография
В 1380-х годах резко возросла угроза существованию Псковской республике от Ливонского Ордена и набирающего мощь Великого княжества Литовского, поэтому псковичи укрепляли связи с Великим князем Владимирским и Московским, чья поддержка могла обеспечить внешнеполитические интересы Пскова. Эта позиция псковичей выразилась в том, что в междоусобице, последовавшей в ВКЛ после смерти Ольгерда Гедиминовича, Псков поддержал противника Ягайло, Андрея Ольгердовича Полоцкого, представителя литовских сил, ориентированных на союз с Москвой. Даже после того, как полоцкий князь в 1386/87 году потерпел поражение в борьбе против Ягайло, псковичи сохранили верность Андрею Ольгердовичу и продолжали поддерживать связи с православным населением Литвы. А псковским князем в это время стал сын Андрея, Иван. Вероятно, в 1387 году он уже сидел на княжеском столе в Пскове, либо был принят псковичами вскоре после того, как 28 апреля 1387 года Полоцкая земля была отдана польскому королю Скиргайло. Вероятно, Иван Андреевич был служилым князем, посаженным псковичами с согласия Великого князя Владимирского и Московского Василия I. Так псковичи обеспечивали себя и защитой князя, и покровительством Москвы.
Впервые он появляется на исторической сцене только в 1387 году в связи со страшным мором во Пскове, куда ездил для молитвы об избавлении города от эпидемии новгородский владыка Иоанн. Об этом мы сказано в Четвёртой Новгородской летописи:
Въ лѣто ҂swчз(1397)... Той же весны прiѣздиша послы Пьсковскiи въ Новъгородъ и биша челомъ владыцѣ Ивану, чтобы ѣхалъ въ Псковъ благословити градъ и люди, кто еще остался живыхъ; и ѣзди владыка къ нимъ, и благослови градъ Псковъ, и князя Ивана Ондрѣевичя, и люди, и молитвою его преста моръ.Новгородская Четвёртая летопись
На княжение Ивана Андреевича пришлось два похода новгородцев на Псков:
I. В 1391 году. Этот поход кончился ничем, поскольку псковичи отправили послов и остановили новгородцев у города Сольцы:
Въ лѣто ҂swчѳ(1391). Бысть рагоза Новогородцемъ съ Псковичи, немирье, и поидоша Новогородци ко Пскову ратью, Псковичи полаша послове: Лавра, и Михаила попа Власьевского, и Ермолу игумена Микулинского; и стрѣтивъ рать Новогородцкую въ Солцѣ, и взяша миръ, и воротишася Новогородци отъ Солци.Первая Псковская летопись
Новгородский же летописец относит известие об этом походе к 1390 году и добавляет, что в качестве условия мира Псковичи обязывались выдать всех беглецов из Новгородской земли.

II. В 1394 году, после возвращения во Псков Андрея Ольгердовича:
Въ лѣто ҂sцв(1394)... Того же лѣта, мѣсяца августа въ а(1) день, прiидоша Новогородци ко Пскову ратью въ силѣ велицѣ, и стояша у Пскова и(8) дней, и побѣгоша прочь нощiю посрамлени, милостью святыя Троица; тогда и князя Копѣрейского Ивана убиша, подъ Олгиною горою, и иныхъ бояръ много на Выбутѣ избиша, а иныхъ изымаша, а порочная веретенища и пучища, чимъ ся били, пометаша, при владыцѣ Иванѣ, при посадникѣ Ескѣ, при тысяцкомъ Никиты.Первая Псковская летопись
Также в 1392 году в Новгороде псковичи заключили отдельный мир с Ливонским Орденом, но, что характерно, новгородская летопись о псковичах не сообщает:
Въ лѣто 6900(1392)... Того же лѣта прiѣхаша послы Немецкiя въ Великiй Новгородъ миру имати съ Новымгородомъ Великимъ, и взяху Новгородци миръ съ Нѣмци, а Псковичь вымирили вонъ; и взяху Псковичи миръ особѣ.Третья Псковская летопись
В 1394 году во Псков вернулся из заточения отец Ивана, Андрей Ольгердович, это произошло 18 июля по старому стилю, то есть 31 июля по григорианскому календарю. Традиционно считается, что с этого момента именно он стал управлять внешнеполитическими делами Псковской республики. Так, например, в 1397 году псковичи заключили вечный мир с Новгородом, но, как ни странно, в связи с этим Андрей Ольгердович не упоминается, а сын его, вероятно, сидел во Пскове во время его отсутствия, так что сам не мог принять участия в посольстве к Новгороду, занимался же им второй псковский князь, Григорий Евстафьевич, сын Евстафия Изборского, которого Александр Никитский считал истинным князем, о чём говорится в его «Очерке внутренней истории Пскова».
Последнее летописное известие об Иване мы находим под 1398 или 1399 годом, когда он снял с себя крестное целование и покинул Псковское княжение. Произошло это за две недели до Троицына дня, то есть 25 мая по нынешнему счёту. Связан такой его поступок с тем, что Великий князь Литовский Витовт в это время разорвал мир с Василием I, Новгородом и Псковом, а Андрей Ольгердович встал на его сторону, так что его сыну во Пскове были не рады. На место же Ивана псковичи попросили Великого князя прислать им наместника—Ивана Всеволодовича, внука прославленного Александра Михайловича Тверского, при котором Псков в значительной степени обособился от Новгорода, но Иван Всеволодович, в отличие от своего деда, был предан Москве.
Л. Войтович указывает, что Иван Андреевич умер после 1437 года.

## Брак и дети
Источники не указывают, был ли Иван Андреевич женат, однако, по мнению Л. Войтовича, у него был один сын:
- Александр Иванович (умер в 1443), князь псковский с 1440 года[2].